# Antonino Paternò Castello di San Giuliano
Antonino Paternò Castello, settimo marchese di San Giuliano (Catania, 1904 – Rio de Janeiro, 8 maggio 1989), è stato un politico italiano. Nipote del marchese di San Giuliano Antonino, già Ministro degli esteri del Regno d'Italia.

## Biografia
Marchese di Capizzi, VII marchese di San Giuliano, VI barone di Capizzi, barone di Pollicarini, Signore dello jus luendi di Camopietro, Signore di Mottacamastra.
Figlio di Benedetto Orazio Paternò Castello. Alla morte del nonno nel 1914, il Ministro degli esteri Antonino, ereditò il titolo di VII Marchese di San Giuliano. Sposò nel 1930 Maria Giulia Notarbartolo dei Principi di Sciara.
Fu l'ultimo podestà di Catania (1º aprile - 19 agosto 1943) e successivamente il primo sindaco pro tempore di Catania dal 20 agosto al 30 novembre 1943, nominato dalla Commissione alleata di controllo, attuando la prima riorganizzazione degli uffici comunali.